# 章敬皇后
章敬皇后（しょうけいこうごう、713年 - 730年）は、唐の粛宗の側室で代宗の生母。姓は呉氏。

## 生涯
初め父の呉令珪は郫県の県令だったが、法を犯して誅殺された。彼女も奴婢の身分に落とされて後宮に入った。
開元13年（725年）、玄宗は後宮の宮人を選んで、皇子の李亨を世話するものを選ばせた。12歳の呉氏は李亨の側室となり、翌年に李俶（後の代宗）を産んだ。
開元17年（729年）、和政公主を産んだが、翌年（730年）に17歳で没した。
代宗が即位すると、その生母として章敬皇后と追贈された。宝応2年（763年）、建陵に葬された。

## 伝記資料
- 『旧唐書』巻52 列伝第2
- 『新唐書』巻77 列伝第2